# Géza Fejérváry
El barón Géza Fejérváry de Komlós-Keresztes (15 de marzo de 1833-25 de abril de 1914) fue un general húngaro que desempeñó el cargo de primer ministro de Hungría en la primera década del siglo XX durante el periodo de mayor enfrentamiento entre el emperador Francisco José y los partidos políticos húngaros partidarios de reformas nacionalistas en el Ejército común austrohúngaro.

## Comienzos
Estudió en la academia militar de Wiener Neustadt. Ascendió a teniente en 1851 y, ya como capitán, participó en la batalla de Solferino. Recibió el título de barón en 1875. Desde 1865 desempeña el cargo de edecán del emperador. En 1868 es nombrado teniente coronel.
Fejérváry desempeñó el cargo de ministro de defensa de 1884 a 1903. Se le consideraba un hombre de confianza del emperador.

## Crisis constitucional
En enero de 1903, como ministro de defensa, desencadenó la crisis entre el emperador Francisco José que duraría casi una década al solicitar un incremento moderado de los reclutas húngaros que servían en el ejército común austrohúngaro. La petición se encontró con exigencias tanto del presidente de la cámara de diputados, el conde Albert Apponyi como de la oposición más nacionalistas (los llamados partidarios del 48, por la revolución de 1848), que solicitaron cambios en el ejército que prácticamente equivalían a solicitar un ejército propio húngaro. A pesar de los intentos de concordia del primer ministro del momento, Colomán Széll, la oposición se negó a aprobar las peticiones de Fejérváry y el primer ministros dimitió.
Por consejo del propio Fejérváry el emperador encargó la formación de gobierno al partidario del Compromiso austrohúngaro y dirigente del Partido Liberal, Esteban Tisza. Sus planes radicales de reforma del reglamento parlamentario que hubiesen privado a la oposición de la posibilidad de bloquear la aprobación de legislación a pesar de hallarse en minoría le hicieron perder los apoyos con los que contaba y no pudo formar un gabinete. Tras un gabinete del también liberal pero más conciliador Carlos Khuen-Héderváry, que no logró vencer la resistencia de la oposición y se vio obligado a dimitir también, Tisza fue finalmente llamado a formar gobierno. Su decisión de celebrar las únicas elecciones libres (a pesar del escasísimo censo) de la historia de Austria-Hungría le valieron una gran derrota a manos de la oposición nacionalista.

## Primer ministro del emperador

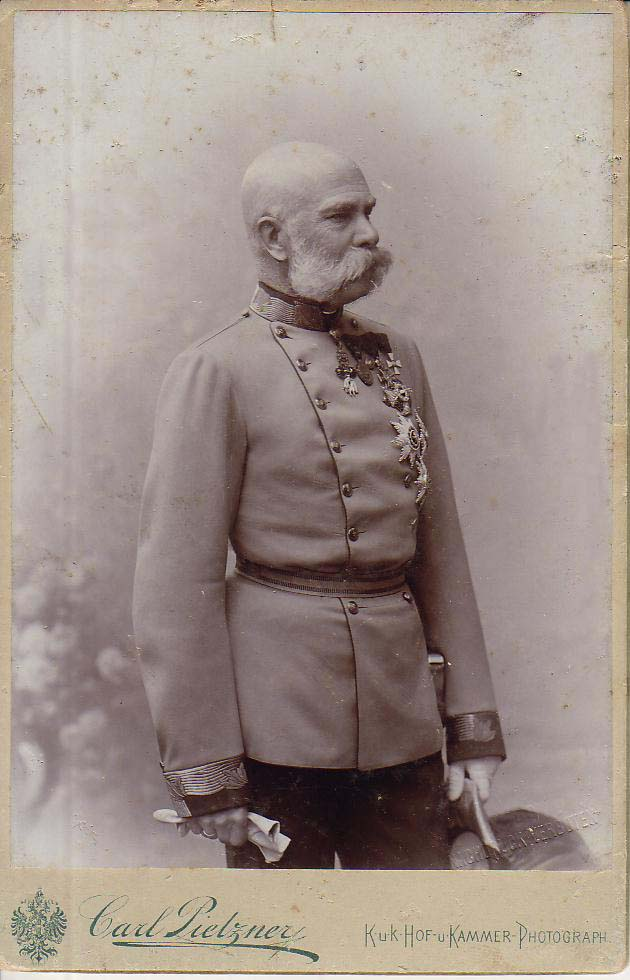
Francisco José, emperador de Austria y rey de Hungría, sufrió una grave crisis estatal al enfrentarse a la oposición más nacionalista magiar, que se oponía a las reformas militares que deseaba el monarca si no iban acompañadas de medidas que tendían a hacer al ejército más húngaro. Fejérváry se convirtió en el representante del emperador en Hungría, suspendiéndose el gobierno constitucional.

En el verano de 1905 el emperador, harto de la actitud de los políticos húngaros más nacionalistas en su bloqueo de los cambios del ejército que deseaba introducir, nombró primer ministro a Fejérváry el 18 de junio de 1905. Recibió un abrumador voto de censura del parlamento, que consideraba su nombramiento inconstitucional. Fejérváry, para tratar de debilitar a la oligarquía nacionalista que estorbaba los cambios del emperador, anunció a través de su ministro de interior su intención de implantar el sufragio universal masculino. Finalmente su propuesta únicamente iba a aumentar el censo del 6,29% al 15,74% de la población pero aun así logró su objetivo de dividir a la Coalición nacionalista, que temía el posible cambio social y el aumento de poder de las minorías tras la reforma electoral. En principio, el emperador no respaldó el proyecto del gobierno y los dirigentes de la oposición no se pronunciaron sobre él para no mostrar sus disensiones.
Fejérváry dimitió el 12 de septiembre de 1905, lo que llevó a la oposición a creer que el emperador estaba dispuesto a aceptar sus exigencias. Este pensó que el proyecto de ampliación de sufragio había atemorizado a aquella lo suficiente como para aprobar sus reformas militares. La reunión de ambas partes el 23 de septiembre acabó en menos de cinco minutos con la reclamación del emperador de que la oposición abandonase sus pretensiones. Esta, negándose a ello, abandonó la audiencia. El monarca volvió a nombrar primer ministro a Fejérváry en octubre y aprobó el plan de ampliación del sufragio como arma contra la oposición.
Fejérváry se encontró con la oposición frontal de gran parte de la oligarquía política, tanto por parte de los miembros de la Coalición como de los restos del Partido Liberal, en general partidario del entendimiento con el soberano. Sólo parte de la burocracia y el Partido Socialdemócrata respaldaron a Fejérváry.
Para tratar de acabar con el bloqueo político que siguió al segundo nombramiento de Fejérváry, Francisco José ordenó la disolución del parlamento, que llevaron a cabo a tropas húngaras el 19 de febrero de 1906. No se convocaron elecciones y los dirigentes opositores perdieron la inmunidad parlamentaria. El emperador, sin embargo, decidió no volver al gobierno absolutista de mediados del siglo XIX, en parte por consideraciones de imagen internacional, en parte por el probable debilitamiento del Estado y en parte por la creciente debilidad de la oposición magiar, que no deseaba tampoco una ruptura total con la Corona.
En abril de 1906 el dirigente más moderado de la oposición, Ferenc Kossuth alcanzó un acuerdo con Francisco José en el que, a cambio del regreso a un gobierno constitucional la oposición se comprometía a abandonar sus pretensiones nacionalistas respecto del ejército común, a aprobar el presupuesto y las reformas deseadas por el emperador sobre la cifra de reclutas y respaldar la extensión del sufragio universal. El 8 de abril de 1906 Sándor Wekerle, moderado partidario del Ausgleich del 1867, formó un nuevo gobierno, relevando a Fejérváry.